# Fotboll vid olympiska sommarspelen 1984
Fotboll vid olympiska sommarspelen 1984 i Los Angeles, Kalifornien, USA spelades 29 juli-11 augusti 1984 och vanns av Frankrike före Brasilien och Jugoslavien. 16 lag var indelade i fyra grupper:
För första gången fick proffs vara med, eftersom amatörreglerna gynnat socialiststaterna från Östeuropa som varit proffs till allt annat än det officiella namnet. Dock beslutade man med Fifa att bara tillåta spelare med mindre än högst fem landskamper då turneringen startade, oavsett ålder, för att VM skulle få behålla sin status som finaste fotbollsturneringen att vinna.
Matcherna var förlagda till följande platser: 
- Harvard Stadium (Boston)
- Navy–Marine Corps Memorial Stadium (Annapolis)
- Stanford Stadium (Palo Alto)
- Rose Bowl, (Pasadena, Kalifornien)

## Kvalspel
16 lag kvalade in efter kval. Flera av Warszawapaktens medlemmar hade kvalat in med drog sig ur då Sovjetunionen inledde en bojkott.  De ersattes med följande lag:
- Östtyskland vann UEFA:s kvalgrupp 2. De ersattes av Norge, som kom trea; då kvalgruppstvåan Polen också deltog i bojkotten.
- Sovjetunionen vann UEFA:s kvalgrupp 1. De ersattes av Västtyskland, tvåa i grupp 4. Ungern och Bulgarien, tvåa och trea i grupp 1, deltog också i bojkotten.
- Tjeckoslovakien, direktkvalificerade som 1980 års mästare.  De ersattes av Italien, trea i UEFA:s kvalgrupp 3.

| - Afrika (Caf) - Kamerun - Egypten - Marocko · - Asien (AFC) - Irak - Saudiarabien - Qatar · - Nord- och Centralamerika (Concacaf) - Kanada - Costa Rica | - Sydamerika (Conmebol) - Brasilien - Chile · - Europa (Uefa) - Frankrike - Italien (ersättare för Tjeckoslovakien) - Norge (ersättare för Östtyskland) - Västtyskland (ersättare för Sovjetunionen) - Jugoslavien · - Hemmalag - USA |

## Turneringen

### Medaljörer
| Gren   | Guld | Silver | Brons |
| Herrar | Frankrike William Ayache Michel Bensoussan Michel Bibard Dominique Bijotat François Brisson Patrick Cubaynes Patrice Garande Philippe Jeannol Guy Lacombe Jean-Claude Lemoult Jean Philippe Rohr Albert Rust Didier Senac Jean-Christophe Thouvenel Jose Toure Daniel Xuereb Jean Louis Zanon | Brasilien Pinga Davi Milton Cruz Luís Henrique Dias André Luís Mauro Galvão Tonho Kita Gilmar Popoca Silvinho Gilmar Ademir Paulo Santos Ronaldo Silva Dunga Chicão Luiz Carlos Winck | Jugoslavien Mirsad Baljić Mehmed Baždarević Vlado Čapljić Borislav Cvetković Stjepan Deverić Milko Djurovski Marko Elsner Nenad Gračan Tomislav Ivković Srečko Katanec Branko Miljuš Mitar Mrkela Jovica Nikolić Ivan Pudar Ljubomir Radanović Admir Smajić Dragan Stojković |

## Domare
| Afrika - Mohamed Hossameldin - Gebreyesus Tesfaye - Bester Kalombo Asien - Abdul Aziz Al-Salmi - Kyung-Bok Cha - Toshikazu Sano Nord- och Centralamerika - Tony Evangelista - Antonio Márquez Ramírez - Jesus Paulino Siles Calderón - David Socha | Sydamerika - Romualdo Arppi Filho - Gastón Castro - Jesús Díaz - Jorge Eduardo Romero Europa - Enzo Barbaresco - Ioan Igna - Jan Keizer - Brian McGinlay - Joël Quiniou - Volker Roth - Victoriano Sánchez Arminio - Edvard Sostarić |

## Laguppställningar
Huvudartikel: Spelartrupper i fotboll vid olympiska sommarspelen 1984

## Turneringen

### Gruppspel

#### Grupp A
| Nr | Lag       | S | V | O | F | GM | IM | MS | P |
| -- | --------- | - | - | - | - | -- | -- | -- | - |
| 1  | Frankrike | 3 | 1 | 2 | 0 | 5  | 4  | +1 | 4 |
| 2  | Chile     | 3 | 1 | 2 | 0 | 2  | 1  | +1 | 4 |
| 3  | Norge     | 3 | 1 | 1 | 1 | 3  | 2  | +1 | 3 |
| 4  | Qatar     | 3 | 0 | 1 | 2 | 2  | 3  | −1 | 1 |

| 1         | 29 juli 1984 | Norge | 0 – 0   | Chile | Harvard Stadium                                 |                                                 |
| 19:30 UTC | 19:30 UTC    |       | Rapport |       | Boston Publik: 25 000 Domare: David Socha (USA) | Boston Publik: 25 000 Domare: David Socha (USA) |
| 19:30 UTC | 19:30 UTC    |       |         |       | Boston Publik: 25 000 Domare: David Socha (USA) | Boston Publik: 25 000 Domare: David Socha (USA) |
| 19:30 UTC | 19:30 UTC    |       |         |       | Boston Publik: 25 000 Domare: David Socha (USA) | Boston Publik: 25 000 Domare: David Socha (USA) |

| 2         | 29 juli 1984 | Frankrike                             | 2 – 2           | Qatar                        | Navy–Marine Corps Memorial Stadium                 |                                                    |
| 19:30 UTC | 19:30 UTC    | Patrice Garande 43′ Daniel Xuereb 61′ | (1 – 0) Rapport | 55′, 60′ Khalid Al-Muhannadi | Annapolis Publik: 29 240 Domare: Filho (Brasilien) | Annapolis Publik: 29 240 Domare: Filho (Brasilien) |
| 19:30 UTC | 19:30 UTC    |                                       |                 |                              | Annapolis Publik: 29 240 Domare: Filho (Brasilien) | Annapolis Publik: 29 240 Domare: Filho (Brasilien) |
| 19:30 UTC | 19:30 UTC    |                                       |                 |                              | Annapolis Publik: 29 240 Domare: Filho (Brasilien) | Annapolis Publik: 29 240 Domare: Filho (Brasilien) |

| 9         | 31 juli 1984 | Norge               | 1 – 2           | Frankrike                | Harvard Stadium                                          |                                                          |
| 19:00 UTC | 19:00 UTC    | Per Egil Ahlsen 33′ | (1 – 1) Rapport | 5′, 56′ François Brisson | Boston Publik: 27 832 Domare: Volker Roth (Västtyskland) | Boston Publik: 27 832 Domare: Volker Roth (Västtyskland) |
| 19:00 UTC | 19:00 UTC    |                     |                 |                          | Boston Publik: 27 832 Domare: Volker Roth (Västtyskland) | Boston Publik: 27 832 Domare: Volker Roth (Västtyskland) |
| 19:00 UTC | 19:00 UTC    |                     |                 |                          | Boston Publik: 27 832 Domare: Volker Roth (Västtyskland) | Boston Publik: 27 832 Domare: Volker Roth (Västtyskland) |

| 10        | 31 juli 1984 | Chile           | 1 – 0           | Qatar | Navy–Marine Corps Memorial Stadium                               |                                                                  |
| 19:00 UTC | 19:00 UTC    | Jaime Baeza 52′ | (0 – 0) Rapport |       | Annapolis Publik: 14 508 Domare: Luis Paulino Siles (Costa Rica) | Annapolis Publik: 14 508 Domare: Luis Paulino Siles (Costa Rica) |
| 19:00 UTC | 19:00 UTC    |                 |                 |       | Annapolis Publik: 14 508 Domare: Luis Paulino Siles (Costa Rica) | Annapolis Publik: 14 508 Domare: Luis Paulino Siles (Costa Rica) |
| 19:00 UTC | 19:00 UTC    |                 |                 |       | Annapolis Publik: 14 508 Domare: Luis Paulino Siles (Costa Rica) | Annapolis Publik: 14 508 Domare: Luis Paulino Siles (Costa Rica) |

| 17        | 2 augusti 1984 | Qatar | 0 – 2           | Norge                | Harvard Stadium                                       |                                                       |
| 19:00 UTC | 19:00 UTC      |       | (0 – 1) Rapport | 21′, 52′ Joar Vaadal | Boston Publik: 17 529 Domare: Bester Kalombo (Malawi) | Boston Publik: 17 529 Domare: Bester Kalombo (Malawi) |
| 19:00 UTC | 19:00 UTC      |       |                 |                      | Boston Publik: 17 529 Domare: Bester Kalombo (Malawi) | Boston Publik: 17 529 Domare: Bester Kalombo (Malawi) |
| 19:00 UTC | 19:00 UTC      |       |                 |                      | Boston Publik: 17 529 Domare: Bester Kalombo (Malawi) | Boston Publik: 17 529 Domare: Bester Kalombo (Malawi) |

| 18        | 2 augusti 1984 | Chile              | 1 – 1           | Frankrike               | Navy–Marine Corps Memorial Stadium                          |                                                             |
| 19:00 UTC | 19:00 UTC      | Fernando Santis 9′ | (1 – 0) Rapport | 50′ Jean-Claude Lemoult | Annapolis Publik: 28 114 Domare: Jan Keizer (Nederländerna) | Annapolis Publik: 28 114 Domare: Jan Keizer (Nederländerna) |
| 19:00 UTC | 19:00 UTC      |                    |                 |                         | Annapolis Publik: 28 114 Domare: Jan Keizer (Nederländerna) | Annapolis Publik: 28 114 Domare: Jan Keizer (Nederländerna) |
| 19:00 UTC | 19:00 UTC      |                    |                 |                         | Annapolis Publik: 28 114 Domare: Jan Keizer (Nederländerna) | Annapolis Publik: 28 114 Domare: Jan Keizer (Nederländerna) |

#### Grupp B
| Nr | Lag         | S | V | O | F | GM | IM | MS | P |
| -- | ----------- | - | - | - | - | -- | -- | -- | - |
| 1  | Jugoslavien | 3 | 3 | 0 | 0 | 7  | 3  | +4 | 6 |
| 2  | Kanada      | 3 | 1 | 1 | 1 | 4  | 3  | +1 | 3 |
| 3  | Kamerun     | 3 | 1 | 0 | 2 | 3  | 5  | −2 | 2 |
| 4  | Irak        | 3 | 0 | 1 | 2 | 3  | 6  | −3 | 1 |

| 5         | 30 juli 1984 | Kanada         | 1 – 1           | Irak              | Harvard Stadium                                     |                                                     |
| 19:30 UTC | 19:30 UTC    | Gerry Gray 70′ | (0 – 0) Rapport | 83′ Hussein Saeed | Boston Publik: 16 730 Domare: Jesús Díaz (Colombia) | Boston Publik: 16 730 Domare: Jesús Díaz (Colombia) |
| 19:30 UTC | 19:30 UTC    |                |                 |                   | Boston Publik: 16 730 Domare: Jesús Díaz (Colombia) | Boston Publik: 16 730 Domare: Jesús Díaz (Colombia) |
| 19:30 UTC | 19:30 UTC    |                |                 |                   | Boston Publik: 16 730 Domare: Jesús Díaz (Colombia) | Boston Publik: 16 730 Domare: Jesús Díaz (Colombia) |

| 6         | 30 juli 1984 | Jugoslavien                               | 2 – 1           | Kamerun         | Navy–Marine Corps Memorial Stadium                          |                                                             |
| 19:00 UTC | 19:00 UTC    | Jovica Nikolić 39′ Borislav Cvetković 70′ | (1 – 1) Rapport | 39′ Roger Milla | Annapolis Publik: 15 010 Domare: Jan Keizer (Nederländerna) | Annapolis Publik: 15 010 Domare: Jan Keizer (Nederländerna) |
| 19:00 UTC | 19:00 UTC    |                                           |                 |                 | Annapolis Publik: 15 010 Domare: Jan Keizer (Nederländerna) | Annapolis Publik: 15 010 Domare: Jan Keizer (Nederländerna) |
| 19:00 UTC | 19:00 UTC    |                                           |                 |                 | Annapolis Publik: 15 010 Domare: Jan Keizer (Nederländerna) | Annapolis Publik: 15 010 Domare: Jan Keizer (Nederländerna) |

| 13        | 1 augusti 1984 | Kamerun         | 1 – 0           | Irak | Harvard Stadium                                 |                                                 |
| 19:00 UTC | 19:00 UTC      | Paul Bahoken 7′ | (1 – 0) Rapport |      | Boston Publik: 18 432 Domare: David Socha (USA) | Boston Publik: 18 432 Domare: David Socha (USA) |
| 19:00 UTC | 19:00 UTC      |                 |                 |      | Boston Publik: 18 432 Domare: David Socha (USA) | Boston Publik: 18 432 Domare: David Socha (USA) |
| 19:00 UTC | 19:00 UTC      |                 |                 |      | Boston Publik: 18 432 Domare: David Socha (USA) | Boston Publik: 18 432 Domare: David Socha (USA) |

| 14        | 1 augusti 1984 | Jugoslavien        | 1 – 0           | Kanada | Navy–Marine Corps Memorial Stadium                              |                                                                 |
| 19:00 UTC | 19:00 UTC      | Jovica Nikolić 76′ | (0 – 0) Rapport |        | Annapolis Publik: 20 000 Domare: Mohammed Hossameldin (Egypten) | Annapolis Publik: 20 000 Domare: Mohammed Hossameldin (Egypten) |
| 19:00 UTC | 19:00 UTC      |                    |                 |        | Annapolis Publik: 20 000 Domare: Mohammed Hossameldin (Egypten) | Annapolis Publik: 20 000 Domare: Mohammed Hossameldin (Egypten) |
| 19:00 UTC | 19:00 UTC      |                    |                 |        | Annapolis Publik: 20 000 Domare: Mohammed Hossameldin (Egypten) | Annapolis Publik: 20 000 Domare: Mohammed Hossameldin (Egypten) |

| 21        | 3 augusti 1984 | Kamerun              | 1 – 3           | Kanada                                  | Harvard Stadium                                         |                                                         |
| 19:00 UTC | 19:00 UTC      | Louis-Paul Mfédé 76′ | (0 – 1) Rapport | 43′, 82′ Dale Mitchell 72′ Igor Vrablic | Boston Publik: 27 621 Domare: Enzo Batbaresco (Italien) | Boston Publik: 27 621 Domare: Enzo Batbaresco (Italien) |
| 19:00 UTC | 19:00 UTC      |                      |                 |                                         | Boston Publik: 27 621 Domare: Enzo Batbaresco (Italien) | Boston Publik: 27 621 Domare: Enzo Batbaresco (Italien) |
| 19:00 UTC | 19:00 UTC      |                      |                 |                                         | Boston Publik: 27 621 Domare: Enzo Batbaresco (Italien) | Boston Publik: 27 621 Domare: Enzo Batbaresco (Italien) |

| 22        | 3 augusti 1984 | Irak                             | 2 – 4           | Jugoslavien                                      | Navy–Marine Corps Memorial Stadium                      |                                                         |
| 19:00 UTC | 19:00 UTC      | Hussein Saeed 17′ Ali Shihab 43′ | (2 – 0) Rapport | 55′, 76′, 87′ Stjepan Deverić 86′ Jovica Nikolić | Annapolis Publik: 24 430 Domare: Toshikazu Sano (Japan) | Annapolis Publik: 24 430 Domare: Toshikazu Sano (Japan) |
| 19:00 UTC | 19:00 UTC      |                                  |                 |                                                  | Annapolis Publik: 24 430 Domare: Toshikazu Sano (Japan) | Annapolis Publik: 24 430 Domare: Toshikazu Sano (Japan) |
| 19:00 UTC | 19:00 UTC      |                                  |                 |                                                  | Annapolis Publik: 24 430 Domare: Toshikazu Sano (Japan) | Annapolis Publik: 24 430 Domare: Toshikazu Sano (Japan) |

#### Grupp C
| Nr | Lag          | S | V | O | F | GM | IM | MS | P |
| -- | ------------ | - | - | - | - | -- | -- | -- | - |
| 1  | Brasilien    | 3 | 3 | 0 | 0 | 6  | 1  | +5 | 6 |
| 2  | Västtyskland | 3 | 2 | 0 | 1 | 8  | 1  | +7 | 4 |
| 3  | Marocko      | 3 | 1 | 0 | 2 | 1  | 4  | −3 | 2 |
| 4  | Saudiarabien | 3 | 0 | 0 | 3 | 1  | 10 | −9 | 0 |

| 7         | 30 juli 1984 | Västtyskland                    | 2 – 0           | Marocko | Stanford Stadium                                           |                                                            |
| 19:30 UTC | 19:30 UTC    | Uwe Rahn 43′ Andreas Brehme 52′ | (1 – 0) Rapport |         | Palo Alto Publik: 23 228 Domare: Tony Evangelista (Kanada) | Palo Alto Publik: 23 228 Domare: Tony Evangelista (Kanada) |
| 19:30 UTC | 19:30 UTC    |                                 |                 |         | Palo Alto Publik: 23 228 Domare: Tony Evangelista (Kanada) | Palo Alto Publik: 23 228 Domare: Tony Evangelista (Kanada) |
| 19:30 UTC | 19:30 UTC    |                                 |                 |         | Palo Alto Publik: 23 228 Domare: Tony Evangelista (Kanada) | Palo Alto Publik: 23 228 Domare: Tony Evangelista (Kanada) |

| 8         | 30 juli 1984 | Brasilien                                    | 3 – 1           | Saudiarabien       | Rose Bowl                                                                |                                                                          |
| 19:00 UTC | 19:00 UTC    | Gilmar Popoca 12′ Silvio Paiva 50′ Dunga 59′ | (1 – 0) Rapport | 69′ Majed Abdullah | Pasadena Publik: 40 799 Domare: Brian McGinlay (England, Storbritannien) | Pasadena Publik: 40 799 Domare: Brian McGinlay (England, Storbritannien) |
| 19:00 UTC | 19:00 UTC    |                                              |                 |                    | Pasadena Publik: 40 799 Domare: Brian McGinlay (England, Storbritannien) | Pasadena Publik: 40 799 Domare: Brian McGinlay (England, Storbritannien) |
| 19:00 UTC | 19:00 UTC    |                                              |                 |                    | Pasadena Publik: 40 799 Domare: Brian McGinlay (England, Storbritannien) | Pasadena Publik: 40 799 Domare: Brian McGinlay (England, Storbritannien) |

| 15        | 1 augusti 1984 | Västtyskland | 0 – 1           | Brasilien         | Stanford Stadium                                         |                                                          |
| 19:00 UTC | 19:00 UTC      |              | (0 – 0) Rapport | 86′ Gilmar Popoca | Palo Alto Publik: 75 239 Domare: Kyung-Bok Ch (Sydkorea) | Palo Alto Publik: 75 239 Domare: Kyung-Bok Ch (Sydkorea) |
| 19:00 UTC | 19:00 UTC      |              |                 |                   | Palo Alto Publik: 75 239 Domare: Kyung-Bok Ch (Sydkorea) | Palo Alto Publik: 75 239 Domare: Kyung-Bok Ch (Sydkorea) |
| 19:00 UTC | 19:00 UTC      |              |                 |                   | Palo Alto Publik: 75 239 Domare: Kyung-Bok Ch (Sydkorea) | Palo Alto Publik: 75 239 Domare: Kyung-Bok Ch (Sydkorea) |

| 16        | 1 augusti 1984 | Marocko            | 1 – 0           | Saudiarabien | Rose Bowl                                                     |                                                               |
| 19:00 UTC | 19:00 UTC      | Mustapha Merry 72′ | (0 – 0) Rapport |              | Pasadena Publik: 36 909 Domare: Edvard Sostarić (Jugoslavien) | Pasadena Publik: 36 909 Domare: Edvard Sostarić (Jugoslavien) |
| 19:00 UTC | 19:00 UTC      |                    |                 |              | Pasadena Publik: 36 909 Domare: Edvard Sostarić (Jugoslavien) | Pasadena Publik: 36 909 Domare: Edvard Sostarić (Jugoslavien) |
| 19:00 UTC | 19:00 UTC      |                    |                 |              | Pasadena Publik: 36 909 Domare: Edvard Sostarić (Jugoslavien) | Pasadena Publik: 36 909 Domare: Edvard Sostarić (Jugoslavien) |

| 23        | 3 augusti 1984 | Saudiarabien | 0 – 6           | Västtyskland                                                                  | Stanford Stadium                                      |                                                       |
| 19:00 UTC | 19:00 UTC      |              | (0 – 4) Rapport | 8′, 66′ Christian Schreier 22′, 72′ Rudolf Bommer 24′ Uwe Rahn 32′ Frank Mill | Palo Alto Publik: 26 242 Domare: Ioan Igna (Rumänien) | Palo Alto Publik: 26 242 Domare: Ioan Igna (Rumänien) |
| 19:00 UTC | 19:00 UTC      |              |                 |                                                                               | Palo Alto Publik: 26 242 Domare: Ioan Igna (Rumänien) | Palo Alto Publik: 26 242 Domare: Ioan Igna (Rumänien) |
| 19:00 UTC | 19:00 UTC      |              |                 |                                                                               | Palo Alto Publik: 26 242 Domare: Ioan Igna (Rumänien) | Palo Alto Publik: 26 242 Domare: Ioan Igna (Rumänien) |

| 24        | 3 augusti 1984 | Marocko | 0 – 2           | Brasilien                         | Rose Bowl                                                            |                                                                      |
| 19:00 UTC | 19:00 UTC      |         | (0 – 0) Rapport | 64′ Dunga 70′ João Leithardt Neto | Pasadena Publik: 49 355 Domare: Arminio Victoriano Sánchez (Spanien) | Pasadena Publik: 49 355 Domare: Arminio Victoriano Sánchez (Spanien) |
| 19:00 UTC | 19:00 UTC      |         |                 |                                   | Pasadena Publik: 49 355 Domare: Arminio Victoriano Sánchez (Spanien) | Pasadena Publik: 49 355 Domare: Arminio Victoriano Sánchez (Spanien) |
| 19:00 UTC | 19:00 UTC      |         |                 |                                   | Pasadena Publik: 49 355 Domare: Arminio Victoriano Sánchez (Spanien) | Pasadena Publik: 49 355 Domare: Arminio Victoriano Sánchez (Spanien) |

#### Grupp D
| Nr | Lag        | S | V | O | F | GM | IM | MS | P |
| -- | ---------- | - | - | - | - | -- | -- | -- | - |
| 1  | Italien    | 3 | 2 | 0 | 1 | 2  | 1  | +1 | 4 |
| 2  | Egypten    | 3 | 1 | 1 | 1 | 5  | 3  | +2 | 3 |
| 3  | USA        | 3 | 1 | 1 | 1 | 4  | 2  | +2 | 3 |
| 4  | Costa Rica | 3 | 1 | 0 | 2 | 2  | 7  | −5 | 2 |

| 3         | 29 juli 1984 | USA                                   | 3 – 0           | Costa Rica | Stanford Stadium                                          |                                                           |
| 19:30 UTC | 19:30 UTC    | Rick Davis 23′, 86′ Jean Willrich 35′ | (2 – 0) Rapport |            | Palo Alto Publik: 78 000 Domare: Joël Quiniou (Frankrike) | Palo Alto Publik: 78 000 Domare: Joël Quiniou (Frankrike) |
| 19:30 UTC | 19:30 UTC    |                                       |                 |            | Palo Alto Publik: 78 000 Domare: Joël Quiniou (Frankrike) | Palo Alto Publik: 78 000 Domare: Joël Quiniou (Frankrike) |
| 19:30 UTC | 19:30 UTC    |                                       |                 |            | Palo Alto Publik: 78 000 Domare: Joël Quiniou (Frankrike) | Palo Alto Publik: 78 000 Domare: Joël Quiniou (Frankrike) |

| 4         | 29 juli 1984 | Italien         | 1 – 0           | Egypten | Rose Bowl                                             |                                                       |
| 19:30 UTC | 19:30 UTC    | Aldo Serena 63′ | (0 – 0) Rapport |         | Pasadena Publik: 37 430 Domare: Gastón Castro (Chile) | Pasadena Publik: 37 430 Domare: Gastón Castro (Chile) |
| 19:30 UTC | 19:30 UTC    |                 |                 |         | Pasadena Publik: 37 430 Domare: Gastón Castro (Chile) | Pasadena Publik: 37 430 Domare: Gastón Castro (Chile) |
| 19:30 UTC | 19:30 UTC    |                 |                 |         | Pasadena Publik: 37 430 Domare: Gastón Castro (Chile) | Pasadena Publik: 37 430 Domare: Gastón Castro (Chile) |

| 11        | 31 juli 1984 | Egypten                                                                          | 4 – 1           | Costa Rica            | Stanford Stadium                                                  |                                                                   |
| 19:00 UTC | 19:00 UTC    | Mahmoud El Khatib 32′ Abdel Ghani Sayed 35′ Emad Soliman 62′ Khaled Gadallah 71′ | (2 – 0) Rapport | 87′ Evaristo Coronado | Palo Alto Publik: 20 645 Domare: Antonio Márquez Ramírez (Mexiko) | Palo Alto Publik: 20 645 Domare: Antonio Márquez Ramírez (Mexiko) |
| 19:00 UTC | 19:00 UTC    |                                                                                  |                 |                       | Palo Alto Publik: 20 645 Domare: Antonio Márquez Ramírez (Mexiko) | Palo Alto Publik: 20 645 Domare: Antonio Márquez Ramírez (Mexiko) |
| 19:00 UTC | 19:00 UTC    |                                                                                  |                 |                       | Palo Alto Publik: 20 645 Domare: Antonio Márquez Ramírez (Mexiko) | Palo Alto Publik: 20 645 Domare: Antonio Márquez Ramírez (Mexiko) |

| 12        | 31 juli 1984 | Italien           | 1 – 0           | USA | Rose Bowl                                                    |                                                              |
| 19:00 UTC | 19:00 UTC    | Franco Baresi 58′ | (0 – 0) Rapport |     | Pasadena Publik: 63 624 Domare: Abdul Aziz Al-Salmi (Kuwait) | Pasadena Publik: 63 624 Domare: Abdul Aziz Al-Salmi (Kuwait) |
| 19:00 UTC | 19:00 UTC    |                   |                 |     | Pasadena Publik: 63 624 Domare: Abdul Aziz Al-Salmi (Kuwait) | Pasadena Publik: 63 624 Domare: Abdul Aziz Al-Salmi (Kuwait) |
| 19:00 UTC | 19:00 UTC    |                   |                 |     | Pasadena Publik: 63 624 Domare: Abdul Aziz Al-Salmi (Kuwait) | Pasadena Publik: 63 624 Domare: Abdul Aziz Al-Salmi (Kuwait) |

| 19        | 2 augusti 1984 | Egypten          | 1 – 1           | USA               | Stanford Stadium                                          |                                                           |
| 19:00 UTC | 19:00 UTC      | Emad Soliman 27′ | (1 – 1) Rapport | 8′ Gregg Thompson | Palo Alto Publik: 54 973 Domare: Jorge Romero (Argentina) | Palo Alto Publik: 54 973 Domare: Jorge Romero (Argentina) |
| 19:00 UTC | 19:00 UTC      |                  |                 |                   | Palo Alto Publik: 54 973 Domare: Jorge Romero (Argentina) | Palo Alto Publik: 54 973 Domare: Jorge Romero (Argentina) |
| 19:00 UTC | 19:00 UTC      |                  |                 |                   | Palo Alto Publik: 54 973 Domare: Jorge Romero (Argentina) | Palo Alto Publik: 54 973 Domare: Jorge Romero (Argentina) |

| 20        | 2 augusti 1984 | Costa Rica         | 1 – 0           | Italien | Rose Bowl                                                    |                                                              |
| 19:00 UTC | 19:00 UTC      | Enrique Rivers 33′ | (1 – 0) Rapport |         | Pasadena Publik: 41 291 Domare: Gebreysus Tesfaye (Etiopien) | Pasadena Publik: 41 291 Domare: Gebreysus Tesfaye (Etiopien) |
| 19:00 UTC | 19:00 UTC      |                    |                 |         | Pasadena Publik: 41 291 Domare: Gebreysus Tesfaye (Etiopien) | Pasadena Publik: 41 291 Domare: Gebreysus Tesfaye (Etiopien) |
| 19:00 UTC | 19:00 UTC      |                    |                 |         | Pasadena Publik: 41 291 Domare: Gebreysus Tesfaye (Etiopien) | Pasadena Publik: 41 291 Domare: Gebreysus Tesfaye (Etiopien) |

### Slutspel

#### Slutspelsträd
|  | Kvartsfinaler              | Kvartsfinaler              |                            |       | Semifinaler | Semifinaler |  |  | Final | Final |
|  |                            |                            |                            |       |             |             |  |  |       |       |
|  | 5 augusti 1984 - Pasadena  |                            |                            |       |             |             |  |  |       |       |
|  |                            |                            |                            |       |             |             |  |  |       |       |
|  | Frankrike                  | 2                          |                            |       |             |             |  |  |       |       |
|  | Frankrike                  | 2                          | 8 augusti 1984 - Pasadena  |       |             |             |  |  |       |       |
|  | Egypten                    | 0                          |                            |       |             |             |  |  |       |       |
|  | Egypten                    | 0                          | Frankrike (e.f.)           | 4     |             |             |  |  |       |       |
|  | 6 augusti 1984 - Pasadena  |                            | Frankrike (e.f.)           | 4     |             |             |  |  |       |       |
|  |                            | Jugoslavien                | 2                          |       |             |             |  |  |       |       |
|  | Jugoslavien                | Jugoslavien                | 2                          | 5     |             |             |  |  |       |       |
|  | Jugoslavien                |                            | 11 augusti 1984 – Pasadena | 5     |             |             |  |  |       |       |
|  | Västtyskland               | 2                          |                            |       |             |             |  |  |       |       |
|  | Västtyskland               | 2                          | Frankrike                  | 2     |             |             |  |  |       |       |
|  | 5 augusti 1984 – Palo Alto |                            | Frankrike                  | 2     |             |             |  |  |       |       |
|  |                            | Brasilien                  | 0                          |       |             |             |  |  |       |       |
|  | Italien (e.f.)             | Brasilien                  | 0                          | 1     |             |             |  |  |       |       |
|  | Italien (e.f.)             | 8 augusti 1984 – Palo Alto |                            | 1     |             |             |  |  |       |       |
|  | Chile                      | 0                          |                            |       |             |             |  |  |       |       |
|  | Chile                      | 0                          | Italien                    | 1     |             |             |  |  |       |       |
|  | 6 augusti 1984 - Palo Alto |                            | Italien                    | 1     |             |             |  |  |       |       |
|  |                            | Brasilien (e.f.)           | 2                          |       | Bronsmatch  | Bronsmatch  |  |  |       |       |
|  | Brasilien (str.)           | Brasilien (e.f.)           | 2                          | 1 (5) | Bronsmatch  | Bronsmatch  |  |  |       |       |
|  | Brasilien (str.)           |                            | 10 augusti 1984 - Pasadena | 1 (5) |             |             |  |  |       |       |
|  | Kanada                     | 1 (3)                      |                            |       |             |             |  |  |       |       |
|  | Kanada                     | 1 (3)                      | Jugoslavien                | 2     |             |             |  |  |       |       |
|  |                            |                            |                            |       |             |             |  |  |       |       |
|  | Italien                    | 1                          |                            |       |             |             |  |  |       |       |
|  | Italien                    | 1                          |                            |       |             |             |  |  |       |       |

#### Kvartsfinaler
| 25        | 5 augusti 1984 | Italien             | 0000 1 – 0 (e.fl.) | Chile | Stanford Stadium                                                          |                                                                           |
| 15:00 UTC | 15:00 UTC      | Beniamo Vignola 95′ | (0 – 0) Rapport    |       | Palo Alto Publik: 67 349 Domare: Brian McGinlay (England, Storbritannien) | Palo Alto Publik: 67 349 Domare: Brian McGinlay (England, Storbritannien) |
| 15:00 UTC | 15:00 UTC      |                     |                    |       | Palo Alto Publik: 67 349 Domare: Brian McGinlay (England, Storbritannien) | Palo Alto Publik: 67 349 Domare: Brian McGinlay (England, Storbritannien) |
| 15:00 UTC | 15:00 UTC      |                     |                    |       | Palo Alto Publik: 67 349 Domare: Brian McGinlay (England, Storbritannien) | Palo Alto Publik: 67 349 Domare: Brian McGinlay (England, Storbritannien) |

| 26        | 5 augusti 1984 | Frankrike              | 2 – 0           | Egypten | Rose Bowl                                                |                                                          |
| 19:00 UTC | 19:00 UTC      | Daniel Xuereb 29′, 52′ | (1 – 0) Rapport |         | Pasadena Publik: 66 228 Domare: Kyung-Bok Cha (Sydkorea) | Pasadena Publik: 66 228 Domare: Kyung-Bok Cha (Sydkorea) |
| 19:00 UTC | 19:00 UTC      |                        |                 |         | Pasadena Publik: 66 228 Domare: Kyung-Bok Cha (Sydkorea) | Pasadena Publik: 66 228 Domare: Kyung-Bok Cha (Sydkorea) |
| 19:00 UTC | 19:00 UTC      |                        |                 |         | Pasadena Publik: 66 228 Domare: Kyung-Bok Cha (Sydkorea) | Pasadena Publik: 66 228 Domare: Kyung-Bok Cha (Sydkorea) |

| 27        | 6 augusti 1984 | Brasilien                                                                 | 00001 – 1 (e.fl.)          | Kanada                                           | Stanford Stadium                                                 |                                                                  |
| 17:00 UTC | 17:00 UTC      | Gilmar Popoca 72′                                                         | (0 – 0) Rapport            | 58′ Dale Mitchell                                | Palo Alto Publik: 36 150 Domare: Luis Paulino Siles (Costa Rica) | Palo Alto Publik: 36 150 Domare: Luis Paulino Siles (Costa Rica) |
| 17:00 UTC | 17:00 UTC      |                                                                           |                            |                                                  | Palo Alto Publik: 36 150 Domare: Luis Paulino Siles (Costa Rica) | Palo Alto Publik: 36 150 Domare: Luis Paulino Siles (Costa Rica) |
| 17:00 UTC | 17:00 UTC      | Gilmar Popoca João Leichardt Neno Ademir Roque Kaefer André Luís Ferreira | Straffsparksläggning 4 – 2 | Bruce Wilson Dale Mitchell Ian Bridge Gerry Gray | Palo Alto Publik: 36 150 Domare: Luis Paulino Siles (Costa Rica) | Palo Alto Publik: 36 150 Domare: Luis Paulino Siles (Costa Rica) |

| 28        | 6 augusti 1984 | Jugoslavien                                                                     | 5 – 2           | Västtyskland                            | Rose Bowl                                                |                                                          |
| 19:00 UTC | 19:00 UTC      | Borislav Cvetković 21′, 58′, 70′ Ljubomir Radanović 27′ Nenad Gračan 46′ (str.) | (2 – 2) Rapport | 1′ Rudolf Bommer 28′ Manfred Bockenfeld | Pasadena Publik: 58 439 Domare: Jorge Romero (Argentina) | Pasadena Publik: 58 439 Domare: Jorge Romero (Argentina) |
| 19:00 UTC | 19:00 UTC      |                                                                                 |                 |                                         | Pasadena Publik: 58 439 Domare: Jorge Romero (Argentina) | Pasadena Publik: 58 439 Domare: Jorge Romero (Argentina) |
| 19:00 UTC | 19:00 UTC      |                                                                                 |                 |                                         | Pasadena Publik: 58 439 Domare: Jorge Romero (Argentina) | Pasadena Publik: 58 439 Domare: Jorge Romero (Argentina) |

#### Semifinaler
| 29        | 8 augusti 1094 | Frankrike                                                                     | 0000 4 – 2 (e.fl.) | Jugoslavien                                | Rose Bowl                                                        |                                                                  |
| 18:15 UTC | 18:15 UTC      | Dominique Bijotat 7′ Philippe Jeannol 15′ Guy Lacombe 106′ Daniel Xuereb 119′ | (2 – 0) Rapport    | 63′ Borislav Cvetković 74′ Stjepan Deverić | Pasadena Publik: 97 451 Domare: Antonio Márquez Ramírez (Mexiko) | Pasadena Publik: 97 451 Domare: Antonio Márquez Ramírez (Mexiko) |
| 18:15 UTC | 18:15 UTC      |                                                                               |                    |                                            | Pasadena Publik: 97 451 Domare: Antonio Márquez Ramírez (Mexiko) | Pasadena Publik: 97 451 Domare: Antonio Márquez Ramírez (Mexiko) |
| 18:15 UTC | 18:15 UTC      |                                                                               |                    |                                            | Pasadena Publik: 97 451 Domare: Antonio Márquez Ramírez (Mexiko) | Pasadena Publik: 97 451 Domare: Antonio Márquez Ramírez (Mexiko) |

| 30        | 8 augusti 1984 | Italien          | 0000 1 – 2 (e.fl.) | Brasilien                           | Stanford Stadium                                   |                                                    |
| 20:30 UTC | 20:30 UTC      | Pietro Fanna 62′ | (0 – 0) Rapport    | 53′ Gilmar Popoca 95′ Ronaldo Silva | Palo Alto Publik: 83 642 Domare: David Socha (USA) | Palo Alto Publik: 83 642 Domare: David Socha (USA) |
| 20:30 UTC | 20:30 UTC      |                  |                    |                                     | Palo Alto Publik: 83 642 Domare: David Socha (USA) | Palo Alto Publik: 83 642 Domare: David Socha (USA) |
| 20:30 UTC | 20:30 UTC      |                  |                    |                                     | Palo Alto Publik: 83 642 Domare: David Socha (USA) | Palo Alto Publik: 83 642 Domare: David Socha (USA) |

#### Match om tredje pris
| 31        | 10 augusti 1984 | Jugoslavien                           | 2 – 1           | Italien                    | Rose Bowl                                                                 |                                                                           |
| 19:00 UTC | 19:00 UTC       | Mirsad Baljić 59′ Stjepan Deverić 81′ | (0 – 1) Rapport | 27′ (str.) Beniamo Vignola | Pasadena Publik: 100 374 Domare: Brian McGinlay (England, Storbritannien) | Pasadena Publik: 100 374 Domare: Brian McGinlay (England, Storbritannien) |
| 19:00 UTC | 19:00 UTC       |                                       |                 |                            | Pasadena Publik: 100 374 Domare: Brian McGinlay (England, Storbritannien) | Pasadena Publik: 100 374 Domare: Brian McGinlay (England, Storbritannien) |
| 19:00 UTC | 19:00 UTC       |                                       |                 |                            | Pasadena Publik: 100 374 Domare: Brian McGinlay (England, Storbritannien) | Pasadena Publik: 100 374 Domare: Brian McGinlay (England, Storbritannien) |

#### Final
| 32        | 11 augusti 1984 | Frankrike                              | 2 – 0           | Brasilien | Rose Bowl                                                   |                                                             |
| 19:00 UTC | 19:00 UTC       | François Brisson 55′ Daniel Xuereb 60′ | (0 – 0) Rapport |           | Pasadena Publik: 101 799 Domare: Jan Keizer (Nederländerna) | Pasadena Publik: 101 799 Domare: Jan Keizer (Nederländerna) |
| 19:00 UTC | 19:00 UTC       |                                        |                 |           | Pasadena Publik: 101 799 Domare: Jan Keizer (Nederländerna) | Pasadena Publik: 101 799 Domare: Jan Keizer (Nederländerna) |
| 19:00 UTC | 19:00 UTC       |                                        |                 |           | Pasadena Publik: 101 799 Domare: Jan Keizer (Nederländerna) | Pasadena Publik: 101 799 Domare: Jan Keizer (Nederländerna) |

## Skytteligan
5 mål
- Daniel Xuereb
- Borislav Cvetković
- Stjepan Deverić

4 mål
- Gilmar Popoca

3 mål
- François Brisson
- Jovica Nikolić
- Rudolf Bommer
- Uwe Rahn
- Dale Mitchell